# Лехтинен, Рауно
Рауно Вяйнямо Лехтинен (фин. Rauno Väinämö Lehtinen; 7 апреля 1932, Тампере — 1 мая 2006, Хельсинки) — финский дирижёр и композитор.
В 1960-х годах сочинил «Летку-енку», которая с тех пор остаётся одной из наиболее популярных в мире финских мелодий.